# Mathis Soudi
Mathis Soudi, né le 26 novembre 1999 à Angers, est un kayakiste franco-marocain de slalom. Il est membre de l'équipe nationale marocaine depuis 2016. Médaillé de bronze dans l'épreuve K1 aux Championnats du monde 2023 à Londres, il devient le premier kayakiste africain à remporter une médaille aux mondiaux.

## Carrière sportive
Mathis Soudi est licencié en France au kayak club de Rennes, où il évolue en Nationale 1 sur le circuit français.
Soudi remporte une médaille d'or aux Championnats arabes 2019 en Égypte. Il finit à la 22e aux Championnats du monde juniors 2016 à Cracovie et 16e l'année suivante à Bratislava. Il finit à la 11e place lors de la Coupe du monde 2020 à Pau[réf. souhaitée].
Il participe aux Jeux olympiques de Tokyo où il échoue pour se qualifier en finale, malgré avoir réalisé le septième temps des qualification.